# IrfanView
IrfanView is een gratis computerprogramma om afbeeldingen te laten zien en er eenvoudige bewerkingen op uit te voeren. Het is een closed-source-programma voor niet-commercieel gebruik en verkrijgbaar voor Microsoft Windows. Het programma is genoemd naar de maker Irfan Škiljan, uit Bosnië en Herzegovina. De in Wenen woonachtige Škiljan ontwikkelde in 1996 de eerste versie van het programma.
Het programma kan met behulp van taalbestanden in verschillende talen worden gebruikt, waaronder het Nederlands. Het maakt gebruik van plug-ins voor uitbreidingen.

## Mogelijkheden
De belangrijkste functie van dit programma is, zoals de naam al aangeeft, het weergeven van grafische bestanden. Maar het ondersteunt ook beperkte bewerkingen, zoals het wijzigen van de bestandsindeling, kleurcorrectie en bijsnijden. Deze bewerkingen kunnen ook batchgewijs, dus door serieverwerking op meer bestanden worden uitgevoerd.
IrfanView heeft verder een aantal functies, waarmee het mogelijk is om foto's snel mee te verwerken. Tot versie 4.10 was er geen enkele mogelijkheid om op de foto's te tekenen, zodat het voor professionele grafische bewerking nauwelijks geschikt was. Versie 4.10 van oktober 2007 had wel een aantal eenvoudige functies, die op die van bijvoorbeeld PaintShop Pro lijken.
Een ander nuttig gebruiksdoel van IrfanView is bestandsconversie. Door de brede ondersteuning kunnen allerlei bestandsindelingen naar elkaar worden omgezet. Het is met IrfanView mogelijk transparante GIF's te maken, er diashows en indexpagina's voor webpagina's mee maken en geluid, zoals MP3's, mee afspelen.
XnView is een ander voorbeeld van beeldbewerkingssoftware, maar uitgebreider en daardoor gecompliceerder dan IrfanView.